# Характеры (Теофраст)
«Характеры» или «Этические характеры» (др.-греч. Ἠθικοὶ χαρακτήρες — небольшое по объёму сочинение древнегреческого писателя Теофраста, созданное предположительно после 319 года до н. э. Представляет собой набор психологических очерков, причём антиковеды спорят о жанровой природе произведения и о целях его автора.

## Содержание
«Характеры» — это сборник из 30 очерков человеческих типов, где изображаются льстец, болтун, бахвал, гордец, брюзга, недоверчивый и т. п. Каждый очерк содержит описание ярких ситуациях, в которых проявляется соответствующий тип. Так, когда начинается сбор пожертвований, скупой, не говоря ни слова, покидает заседание. Будучи капитаном корабля, он укладывается спать на матрасе кормчего, а на праздник Муз, когда принято было посылать учителю вознаграждение, оставляет детей дома.

## Судьба текста
«Характеры» были популярны в Византии, где их, по-видимому, изучали в школах. Сохранилось около 60 рукописей, большинство из которых, правда, в очень плохом состоянии. В эпоху Возрождения одна из таких рукописей попала в Западную Европу. В 1527 году «Характеры» были впервые напечатаны (в Нюрнберге). Филолог И. Казобон опубликовал комментарий «Характеров», в котором впервые обратил внимание на их связь с комедиями Менандра.
Французский писатель-моралист Жан де Лабрюйер перевёл сочинение Теофраста на французский язык, а потом создал свои «Характеры, или Нравы нашего века» (1688). С этого момента работа Теофраста стала неотъемлемой частью европейской литературной традиции. В ней берёт начало литературный портрет, важная составляющая любого европейского романа.